# Domingo Márquez
Domingo Márquez fue un actor uruguayo de cine y teatro. Su trayectoria fue realizada en Argentina, apareciendo en filmes notables a partir de los años cuarenta. 
Aunque falleció en 1972, se desconoce la fecha de su nacimiento debido a que el actor siempre mantuvo reservada dicha fecha y algunos antecedentes de su vida privada.

## Carrera
Márquez fue un brillante actor de reparto y protagónicos , que cubrió roles importantes en unos 40 filmes. Compartió escenario con grandes colosos del cine nacional como  Mirtha Legrand, María Esther Buschiazzo, Betty Colman, Agustín Barrios, Tito Alonso, Julio Renato, Nélida Solá, Nélida Bilbao, Eduardo Rudy, Armando Durán, entre otros.
En 1946 integra la lista de La Agrupación de Actores Democráticos, durante el gobierno de Juan Domingo Perón, y cuya junta directiva estaba integrada por Pablo Racioppi, Lydia Lamaison, Pascual Nacaratti, Alberto Barcel y Domingo Mania.

### Filmografía
- 1940: Un señor mucamo
- 1940: Ha entrado un ladrón como Jorge Grondona
- 1941: El mejor papá del mundo
- 1941: Los martes, orquídeas
- 1942: El tercer beso
- 1942: Adolescencia
- 1942: Tú eres la paz
- 1943: Juvenilia
- 1944: Nuestra Natacha
- 1944: Su mejor alumno
- 1946: El gran amor de Bécquer
- 1946: Rosa de América
- 1946: Milagro de amor
- 1946: La sombra del pasado
- 1947: La copla de la Dolores
- 1947: Los hijos del otro
- 1948: Recuerdos de un ángel
- 1948: Rodríguez supernumerario
- 1949: La cuna vacía
- 1950: Bólidos de acero
- 1950: Filomena Marturano
- 1951: El mucamo de la niña
- 1951: Tierra extraña
- 1952: La niña de fuego
- 1953: ¡Qué noche de casamiento!
- 1953: La tía de Carlitos
- 1954: Romeo y Julita
- 1956: Sangre y acero
- 1965: Canuto Cañete, detective privado como un prefecto
- 1966: De profesión sospechosos...Carlos
- 1966: La cómplice como un empleado de la fábrica
- 1968: El novicio rebelde
- 1969: Corazón contento
- 1971: Siempre te amaré
- 1971: Aquellos años locos[3]
- 1972: Juan Manuel de Rosas

## Teatro
- Testigo para la horca, con la compañía argentina de comedias encabezada por Amelia Bence, con Pablo Acciardi y Alberto Berco.
- La tía de Carlos (1951), de Brandon Thomas, dirigida por Enrique Santos Discépolo en el Teatro Casino, junto con Pablo Palitos, Gloria Ugarte, Patricia Castell, Agustín Barrios, Lalo Malcolm, Sara Olmos, María Armand y Tito Licausi.[4]
- Filomena Marturano (1948), con una compañía encabezada por Tita Merello y Guillermo Battaglia, en el Teatro Politeama, con la dirección de Luis Mottura. En el elenco también estuvieron Esther Bustamante, Agustín Barrios, Betty Colman, Tito Alonso, Edna Norrell y Alberto de Mendoza.[5]